# 이와테카미고역
이와테카미고역(일본어: 岩手上郷駅)은 일본 이와테현 도노시에 위치한 동일본 여객철도 가마이시 선의 철도역이다. 섬식 승강장 1면 2선의 구조를 갖춘 지상역이다.

## 타는 곳
| 입구 측 | ■ 가마이시 선 | 하행 | 가마이시 방면        |
| 반대 측 | ■ 가마이시 선 | 상행 | 도노 · 하나마키 방면 |

## 역 주변
- 국도 제283호선

## 역사
- 1914년
  - 4월 18일 : 가미고역으로서 개업. 당초는 화물역이었음.
  - 5월 15일 : 여객영업 개시.
- 1916년 2월 10일 : 이와테카미고역으로 개칭.
- 1936년 8월 1일 : 이와테 게이벤 철도의 국유화에 의해, 일본국유철도 가마이시 선의 역이 된다.
- 1944년 10월 11일 : 일본국유철도 가마이시토 선 개업에 수반해, 소속 노선명이 가마이시사이 선으로 변경.
- 1950년 10월 10일 : 일본국유철도 가마이시 선 전체 개통에 의해, 다시 가마이시 선의 역이 된다.
- 1965년 10월 1일 : 전용선을 제외한 화물 취급 폐지.
- 1972년 9월 10일 : 화물 취급을 완전 폐지.
- 1987년 4월 1일 : 일본국유철도 분할 민영화에 의해, 동일본 여객철도가 승계.
- 1993년 10월 1일 : CTC화에 의해 무인화. 이와테카미고 역장이 폐지되어, 도노 역장 관리하로 한다.

## 인접 역
| 동일본 여객철도 가마이시 선 | 동일본 여객철도 가마이시 선   | 동일본 여객철도 가마이시 선 |
| --------------------------- | ----------------------------- | --------------------------- |
| 도노 모리오카 방면          | ■ 가마이시 선 쾌속 '하마유리' | 고사노 가마이시 방면        |
| 아오자사 하나마키 방면      | ■ 가마이시 선 보통            | 히라쿠라 가마이시 방면      |